# 32 f.Kr.
32 f.Kr. var ett normalår som började en måndag i den proleptiska julianska kalendern, men i verkligheten antingen ett normalår som började en måndag eller tisdag, eller ett skottår som började en söndag, måndag eller tisdag i den julianska kalendern (se skottårsfelet i den julianska kalendern för mer information).

## Händelser

### Efter plats

#### Romerska republiken
- Gnaeus Domitius Ahenobarbus och Gaius Sosius blir konsuler i Rom.
- Juli – Den romerska senaten förklarar krig mot Marcus Antonius och Kleopatra; Octavianus utnämns till dux och västra riket svär trohet till honom. För att försäkra sig om att denna ed hålls publicerar Octavianus vad som sägs vara Antonius testamente, där han ger allt land i öster till Kleopatra.